# Deje
Deje är en tätort i Nedre Ulleruds distrikt (Nedre Ulleruds socken) i Forshaga kommun, belägen på båda sidor om Klarälven. Orten var tidigare ett typiskt brukssamhälle och var också en järnvägsknut, där den nerlagda järnvägen NKlJ mötte Bergslagsbanan.

## Historia
I forsen fanns under medeltiden ett laxfiske, från 1686 omnämnt som Deje i jordeboken. Fisket tillhörde antagligen de gamla byarna Västra och Östra Deje, som ligger på båda sidor om Klarälven sex kilometer nerströms från den nuvarande tätorten. Dessa byars namn kan innehålla ett fornsvenskt ord deghia som betyder 'sumpigt område'. Det syftar antagligen på älvstränderna på platsen.
År 1627 byggdes ett skovelhjul i en fors i Klarälven. Hjulet drev en såg, och i regionen fanns det både gott om träd och god efterfrågan. Från 1754 började man sälja virke till utlandet. Detta sågverk låg öster om forsen Dejefors, och orten Dejefors låg således öster om älven (som motsvarar den nuvarande ortsdelen Dejefors i nordöstra Deje). Orten och sågverket kallades Deije såg 1756 och Dejeforss 1825. Sågverket finns fortfarande kvar i närheten av kraftverket på östra sidan av älven.
År 1876 öppnade järnvägsstationen vid det då nya pappersbruket söder om älven. Orten fick därvid ett uppsving ekonomiskt och befolkningsmässigt och den södra delen av orten byggdes upp. Den delen är idag huvuddelen och där ligger idag också ortens centrum. Järnvägsstationen, denna nya del och snart hela orten kallades sedan Deje, efter läget nära den gamla sågverksorten och forsen Dejefors.
I Deje Folkets hus bildades Sveriges första nazistiska parti av veterinären Birger Furugård.

### Deje bruk
År 1906 uppfördes en kombinerad massafabrik och pappersbruk, och man var specialiserad på kraftpapper. Enligt Bonniers Konversationslexikon ägdes bruket på 1920-talet av AB Mölnbacka-Trysil, som låg i Forshaga. Inte så långt från Deje (inom samma socken, omkring en mil bort) ligger också den ort, som detta företag uppkallades efter, småorten Mölnbacka. Mölnbacka har en brukshistoria inom järnhantering samt en bruksherrgård. Sågverket tillhörde enligt samma uppslagsverk Dejefors kraft- och fabriks AB. 1965 var fabriken ett av landets större med en kapacitet på 60 000 ton papper om året. Detta år arbetade 500 personer på bruket och 100 personer på sågen. Deje var en stor järnvägsknut, vilket gav arbete åt ytterligare 50-60 personer.
Investeringarna gjorde att företagets skulder ökade och när konjunkturen sjönk 1966-1967 började ägarna leta efter en köpare till bolaget; valet föll på Uddeholmsbolaget. Det bolaget kom att fokusera på sin stora anläggning i Skoghall och mot slutet av 1970-talet blev det sämre tider. År 1977 avvecklades sågverket och 1978 avslutades massatillverkningen. Pappersbruket fortsatte producera papper från pappersmassa producerad på annan ort. Efter olika turer blev bruket statligt ägt via bolaget Delax AB som även hade en fabrik i Laxå. År 1985 gick bruket i konkurs och antalet anställda sjönk från 140 till 30. De sista fyra åren fram till 1989 tillverkade man karbonpapper som det ännu fanns efterfrågan på i Östeuropa. Ägandet av bruket växlade under 1990-talet tills kronofogden tog över ägandet 1997. På en exekutiv auktion den 12 mars 1997 såldes det som återstod av bruket för 140 000 kronor. Köpare var ett sopsorteringsföretag.

### Administrativa tillhörigheter
Deje var och är beläget i Nedre Ulleruds socken och ingick efter kommunreformen 1862 i Nedre Ulleruds landskommun. I denna inrättades för orten 22 december 1944 Deje municipalsamhälle. När landskommunen 1952 uppgick i Ulleruds landskommun överfördes även municipalsamhället dit där det upplöstes 31 december 1956.

### Befolkningsutveckling
| Befolkningsutvecklingen i Deje 1960–2020 | Befolkningsutvecklingen i Deje 1960–2020 | Befolkningsutvecklingen i Deje 1960–2020 | Befolkningsutvecklingen i Deje 1960–2020 | Befolkningsutvecklingen i Deje 1960–2020 |
| ---------------------------------------- | ---------------------------------------- | ---------------------------------------- | ---------------------------------------- | ---------------------------------------- |
|                                          |                                          |                                          |                                          |                                          |
| År                                       |                                          |                                          | Folkmängd                                | Areal (ha)                               |
| 1960                                     | 1960                                     |                                          | 2 885                                    |                                          |
| 1965                                     | 1965                                     |                                          | 2 870                                    |                                          |
| 1970                                     | 1970                                     |                                          | 2 877                                    |                                          |
| 1975                                     | 1975                                     |                                          | 2 987                                    |                                          |
| 1980                                     | 1980                                     |                                          | 3 432                                    |                                          |
| 1990                                     | 1990                                     |                                          | 3 243                                    | 370                                      |
| 1995                                     | 1995                                     |                                          | 3 047                                    | 370                                      |
| 2000                                     | 2000                                     |                                          | 2 842                                    | 370                                      |
| 2005                                     | 2005                                     |                                          | 2 783                                    | 370                                      |
| 2010                                     | 2010                                     |                                          | 2 742                                    | 366                                      |
| 2015                                     | 2015                                     |                                          | 2 702                                    | 318                                      |
| 2020                                     | 2020                                     |                                          | 2 705                                    | 317                                      |
|                                          |                                          |                                          |                                          |                                          |

## Omgivning
I översvämningsområden nedströms Deje finns Pannkakans naturreservat.
Omkring en kilometer öster om Deje tätort (norr om älven) ligger Nedre Ulleruds kyrka tillsammans med en sockenstuga. Knappt fem kilometer väster om Deje ligger Dömle herrgård vid sjön Smårissjön.  Vid vägen mot Dömle, någon kilometer norr om Deje och Tjärnheden, finns en badplats med sandstrand i sjön Skivtjärn. 
Strax norr om Deje finns vid Klarälven småorten Tjärnheden.

## Samhället
Genom samhället rinner Klarälven, som gör två krökar i samhället, först åt öster från norr och sedan vidare åt söder. Det finns tre broar över älven:
1. en hängbro, som numera enbart används för gång- och cykeltrafik (sedan 1985),
2. en före detta järnvägsbro (för NKIJ) – en fackverkskonstruktion i stål, som nu är en del av cykelbanan mellan Karlstad och Uddeholm (den så kallade Klarälvsbanan), samt
3. en ny vägbro på betongpelare invigd 1985. Samma år sprängdes en gammal bågbro, som låg mer söderut vid bruket och som användes för biltrafik.

I samhällets mitt finns ett vattenkraftverk, Dejefors kraftverk, som ligger där det tidigare fanns ett vattenfall (en fors). I anslutning till forsen finns även Gamla Kraftstationen, där Ulleruds Teateraktörer i många år presenterat teateruppsättningar och där man sedan 2012 även presenterar konstutställningar.
Deje domineras fortfarande av det något förfallna före detta sulfat- och pappersbruket, som bland annat har två höga tegelskorstenar. Från 2010 har man påbörjat rivning av de gamla fabriksbyggnaderna.
I södra Deje, strax söder om bruket, finns några märkliga välbevarade kvadratiska arbetarbostäder i timrat trä med rödmålad träpanel och vita knutar och verandor. De tillhörde bruket och hyrdes ut till arbetarna.
Deje centrum ligger uppe på en av traktens åsar. Där ligger en restaurang, en tandläkarmottagning, affärer och ett café i olika hus samt gamla vårdcentralen i ett gammalt trähus. Det mesta av detta ligger kring en torgliknande plats vid huvudleden genom orten. En ny vårdcentral, byggd på 1980-talet, finns nedanför åsen vid bruket. Där nere finns också järnvägen och brandstationen.
Bakom centralplatsen går en gata, Brogatan, åt nordväst mot hängbron vid älven. Vid Brogatans ena ände, strax bakom centralplatsen, ligger Pingstkyrkans byggnad för Filadelfiaförsamlingen i Deje. Längre bort i riktning mot älven, vid gatans mitt, ligger Folkets hus med folkbibliotek, biograf och samlingslokaler. Gatan går sedan vidare mot hängbron och på andra sidan älven, i Dejefors, ligger Dejeskolan, som är en grundskola upp till nionde klass. Där, i en av skolbyggnaderna, finns också ortens simhall, som byggdes i början av 1970-talet.
I Älvkroken norr därom finns den inhägnade fotbollsplanen Älvkroksvallen, som är hemmaplan för Deje idrottsklubb, DIK.
Orten söder om älven består av följande delar: 
- Deje i mitten, där ortens centrum ligger (inklusive de mindre delarna Klippåsen och Lyckorna, som ligger söder om järnvägen),
- Mon, norr om ortens centrum (uppdelat i Södra Mon och Norra Mon), samt
- Risätter, sydost om centrum (inklusive delarna Tjusbol och Hagalund).

På andra sidan älven ligger Dejefors som består av ortsdelarna
- Västra Dejefors eller Älvkroken vid Älvkroksvallen (se nedan) samt
- Östra Dejefors eller Dejefors. Söder om denna ortsdel ligger också den mindre ortsdelen Vargån, vid ån med samma namn.[10]

## Kända personer från Deje
- Ulf Sterner
- Pär Ericsson, fotbollsspelare
- JO Johansson